# Lista de deputados estaduais de Minas Gerais da 20.ª legislatura
Esta é a lista de deputados estaduais de Minas Gerais eleitos para a legislatura 2023–2027. Em 2 de outubro de 2022, nas eleições estaduais em Minas Gerais em 2022, 77 deputados estaduais foram eleitos.

### Deputados estaduais eleitos
| Deputados estaduais eleitos  | Partido       | Votação | Percentual | Cidade onde nasceu | Unidade federativa ou País |
| Bruno Engler                 | PL            | 637.412 |            |                    | Minas Gerais               |
| Beatriz Cerqueira            | PT            | 248.664 |            |                    | Minas Gerais               |
| Cássio Soares                | PSD           | 132.382 |            |                    | Minas Gerais               |
| Antonio Carlos Arantes       | PL            | 119.686 |            |                    | Minas Gerais               |
| Arlen Santiago               | Avante        | 170.181 |            |                    | Minas Gerais               |
| Mauro Tramonte               | Republicanos  | 158.453 |            |                    | Minas Gerais               |
| Noraldino Junior             | PSC           | 104.552 |            |                    | Minas Gerais               |
| Leandro Genaro               | PSD           | 101.190 |            |                    | Rio de Janeiro             |
| Fábio Avelar                 | Avante        | 99.317  |            |                    | Minas Gerais               |
| Tadeuzinho                   | MDB           | 96.862  |            |                    | Minas Gerais               |
| Tito Torres                  | PSD           | 96.811  |            |                    | Minas Gerais               |
| Gustavo Valadares            | PMN           | 96.714  |            |                    | Minas Gerais               |
| Ulysses Gomes                | PT            | 95.598  |            |                    | Minas Gerais               |
| Eduardo Azevedo              | PSC           | 92.624  |            |                    | Minas Gerais               |
| Cristiano Silveira           | PT            | 90.271  |            |                    | Minas Gerais               |
| Gil Pereira                  | PSD           | 88.393  |            |                    | Minas Gerais               |
| Neilando Pimenta             | PSB           | 85.364  |            |                    | Minas Gerais               |
| Dr. Jean Freire              | PT            | 84.489  |            |                    | Minas Gerais               |
| Delegado Christiano Xavier   | PSD           | 83.535  |            |                    | Minas Gerais               |
| Elismar Prado                | PROS          | 83.344  |            |                    | Minas Gerais               |
| Carlos Henrique              | Republicanos  | 82.881  |            |                    | Minas Gerais               |
| Ione Pinheiro                | UNIÃO         | 80.136  |            |                    | Minas Gerais               |
| Mário Henrique Caixa         | PV            | 76.360  |            |                    | Minas Gerais               |
| Raul Belém                   | Cidadania     | 76.239  |            |                    | Minas Gerais               |
| Sargento Rodrigues           | PL            | 76.039  |            |                    | Minas Gerais               |
| João Magalhães               | MDB           | 75.285  |            |                    | Minas Gerais               |
| Doorgal Andrada              | Patriota      | 73.338  |            |                    | Minas Gerais               |
| Zé Guilherme                 | PP            | 72.376  |            |                    | Minas Gerais               |
| Duarte                       | PSD           | 71.880  |            |                    | Minas Gerais               |
| Bosco                        | Cidadania     | 70.807  |            |                    | Minas Gerais               |
| Dr. Paulo                    | Patriota      | 70.569  |            |                    | Minas Gerais               |
| Enes Candido                 | Republicanos  | 70.472  |            |                    | Minas Gerais               |
| Marquinho Durval             | PT            | 69.374  |            |                    | Minas Gerais               |
| Leonídio Bouças              | PSDB          | 69.355  |            |                    | Minas Gerais               |
| Lohanna                      | PV            | 67.178  |            |                    | Minas Gerais               |
| Doutor Wilson Batista        | PSD           | 66.481  |            |                    | Minas Gerais               |
| Leninha                      | PT            | 65.864  |            |                    | Minas Gerais               |
| Coronel Sandro               | PL            | 65.173  |            |                    | Minas Gerais               |
| Thiago Cota                  | PDT           | 64.944  |            |                    | Minas Gerais               |
| Douglas Melo                 | PSD           | 64.170  |            |                    | Minas Gerais               |
| João Vítor Xavier            | Cidadania     | 62.597  |            |                    | Minas Gerais               |
| Betão                        | PT            | 62.169  |            |                    | Minas Gerais               |
| Charles Santos               | Republicanos  | 61.727  |            |                    | Minas Gerais               |
| Arnaldo Silva Júnior         | UNIÃO         | 61.059  |            |                    | Minas Gerais               |
| Alencar da Silveira Júnior   | PDT           | 60.283  |            |                    | Minas Gerais               |
| Rafael Martins               | PSD           | 60.142  |            |                    | Minas Gerais               |
| Lud Falcão                   | PODE          | 59.381  |            |                    | Minas Gerais               |
| Delegada Sheila              | PL            | 58.003  |            |                    | Minas Gerais               |
| Bim da Ambulância            | Avante        | 57.217  |            |                    | Minas Gerais               |
| Roberto Andrade              | Patriota      | 54.120  |            |                    | Minas Gerais               |
| Vitorio Junior               | PP            | 53.135  |            |                    | Minas Gerais               |
| Caporezzo                    | PL            | 52.168  |            |                    | Minas Gerais               |
| Dr. Maurício                 | NOVO          | 52.025  |            |                    | Minas Gerais               |
| Zé Laviola                   | NOVO          | 51.913  |            |                    | Minas Gerais               |
| Andréia de Jesus             | PT            | 51.120  |            |                    | Minas Gerais               |
| Macaé Evaristo               | PT            | 50.416  |            |                    | Minas Gerais               |
| Luizinho                     | PT            | 47.644  |            |                    | Minas Gerais               |
| Professor Cleiton            | PV            | 47.184  |            |                    | Minas Gerais               |
| Betinho Pinto Coelho Alberto | PV            | 45.113  |            |                    | Minas Gerais               |
| Professor Wendel Mesquita    | Solidariedade | 44.885  |            |                    | Minas Gerais               |
| Nayara Rocha                 | PP            | 44.619  |            |                    | Minas Gerais               |
| Celinho Sintrocel            | PCdoB         | 44.262  |            |                    | Minas Gerais               |
| Bella Gonçalves              | PSOL          | 43.768  |            |                    | Minas Gerais               |
| Ricardo Campos               | PT            | 43.690  |            |                    | Minas Gerais               |
| Gustavo Santana              | PL            | 43.282  |            |                    | Minas Gerais               |
| Leleco Pimentel              | PT            | 43.143  |            |                    | Minas Gerais               |
| Maria Clara Marra            | DC            | 42.415  |            |                    | Minas Gerais               |
| Alê Portela                  | PL            | 42.179  |            |                    | Minas Gerais               |
| Grego                        | PMN           | 38.396  |            |                    | Minas Gerais               |
| Oscar Teixeira               | PP            | 34.442  |            |                    | Minas Gerais               |
| Coronel Henrique             | PL            | 34.336  |            |                    | Minas Gerais               |
| Adriano Alvarenga            | PP            | 34.303  |            |                    | Minas Gerais               |
| Chiara Biondini              | PP            | 34.126  |            |                    | Minas Gerais               |
| Lucas Lasmar                 | REDE          | 34.092  |            |                    | Minas Gerais               |
| Ana Paula Siqueira           | REDE          | 33.621  |            |                    | Minas Gerais               |
| Marli Ribeiro                | PSC           | 31.340  |            |                    | Minas Gerais               |
| Rodrigo Lopes                | UNIÃO         | 28.270  |            |                    | Minas Gerais               |